# Eleições autárquicas portuguesas de 1976 no distrito de Coimbra
| Eleições autárquicas portuguesas de 1976 Distritos: Aveiro \| Beja \| Braga \| Bragança \| Castelo Branco \| Coimbra \| Évora \| Faro \| Guarda \| Leiria \| Lisboa \| Portalegre \| Porto \| Santarém \| Setúbal \| Viana do Castelo \| Vila Real \| Viseu \| Açores \| Madeira |

## Resultados por concelho
Os resultados nos concelhos do distrito de Coimbra foram os seguintes:

### Arganil
| Partido                 | Partido                     | Votos  | %               | Vereadores |
| ----------------------- | --------------------------- | ------ | --------------- | ---------- |
|                         | Partido Social Democrata    | 2 719  | 42,23 / 100,00  | 4 / 7      |
|                         | Partido Socialista          | 2 492  | 38,71 / 100,00  | 3 / 7      |
|                         | Centro Democrático Social   | 581    | 9,02 / 100,00   | 0 / 7      |
|                         | Frente Eleitoral Povo Unido | 201    | 3,12 / 100,00   | 0 / 7      |
| Votos Inválidos         | Votos Inválidos             | 445    | 6,91 / 100,00   |            |
| Total                   | Total                       | 6 438  | 100,00 / 100,00 | 7 / 7      |
| Eleitorado/Participação | Eleitorado/Participação     | 11 321 | 56,87 / 100,00  |            |

### Cantanhede
| Partido                 | Partido                     | Votos  | %               | Vereadores |
| ----------------------- | --------------------------- | ------ | --------------- | ---------- |
|                         | Partido Social Democrata    | 7 730  | 50,08 / 100,00  | 4 / 7      |
|                         | Partido Socialista          | 3 924  | 25,42 / 100,00  | 2 / 7      |
|                         | Centro Democrático Social   | 2 568  | 16,64 / 100,00  | 1 / 7      |
|                         | Frente Eleitoral Povo Unido | 578    | 3,74 / 100,00   | 0 / 7      |
| Votos Inválidos         | Votos Inválidos             | 636    | 4,12 / 100,00   |            |
| Total                   | Total                       | 15 436 | 100,00 / 100,00 | 7 / 7      |
| Eleitorado/Participação | Eleitorado/Participação     | 26 602 | 58,03 / 100,00  |            |

### Coimbra
| Partido                 | Partido                                 | Votos  | %               | Vereadores |
| ----------------------- | --------------------------------------- | ------ | --------------- | ---------- |
|                         | Partido Socialista                      | 24 038 | 41,05 / 100,00  | 5 / 9      |
|                         | Partido Social Democrata                | 11 696 | 19,97 / 100,00  | 2 / 9      |
|                         | Centro Democrático Social               | 8 603  | 14,69 / 100,00  | 1 / 9      |
|                         | Frente Eleitoral Povo Unido             | 8 348  | 14,26 / 100,00  | 1 / 9      |
|                         | Grupos Dinamizadores de Unidade Popular | 1 382  | 2,36 / 100,00   | 0 / 9      |
|                         | MRPP                                    | 383    | 0,65 / 100,00   | 0 / 9      |
|                         | Liga Comunista Internacionalista        | 331    | 0,57 / 100,00   | 0 / 9      |
| Votos Inválidos         | Votos Inválidos                         | 3 778  | 6,45 / 100,00   |            |
| Total                   | Total                                   | 58 559 | 100,00 / 100,00 | 9 / 9      |
| Eleitorado/Participação | Eleitorado/Participação                 | 96 195 | 60,88 / 100,00  |            |

### Condeixa-a-Nova
| Partido                 | Partido                     | Votos | %               | Vereadores |
| ----------------------- | --------------------------- | ----- | --------------- | ---------- |
|                         | Partido Socialista          | 2 359 | 41,90 / 100,00  | 3 / 5      |
|                         | Partido Social Democrata    | 1 596 | 28,35 / 100,00  | 2 / 5      |
|                         | Frente Eleitoral Povo Unido | 710   | 12,61 / 100,00  | 0 / 5      |
|                         | Centro Democrático Social   | 350   | 6,22 / 100,00   | 0 / 5      |
|                         | MRPP                        | 149   | 2,65 / 100,00   | 0 / 5      |
| Votos Inválidos         | Votos Inválidos             | 466   | 8,28 / 100,00   |            |
| Total                   | Total                       | 5 630 | 100,00 / 100,00 | 5 / 5      |
| Eleitorado/Participação | Eleitorado/Participação     | 9 386 | 59,98 / 100,00  |            |

### Figueira da Foz
| Partido                 | Partido                                 | Votos  | %               | Vereadores |
| ----------------------- | --------------------------------------- | ------ | --------------- | ---------- |
|                         | Partido Socialista                      | 10 243 | 43,99 / 100,00  | 4 / 7      |
|                         | Partido Social Democrata                | 4 645  | 19,95 / 100,00  | 1 / 7      |
|                         | Frente Eleitoral Povo Unido             | 3 518  | 15,11 / 100,00  | 1 / 7      |
|                         | Centro Democrático Social               | 2 564  | 11,01 / 100,00  | 1 / 7      |
|                         | Grupos Dinamizadores de Unidade Popular | 646    | 2,77 / 100,00   | 0 / 7      |
| Votos Inválidos         | Votos Inválidos                         | 1 669  | 7,17 / 100,00   |            |
| Total                   | Total                                   | 23 285 | 100,00 / 100,00 | 7 / 7      |
| Eleitorado/Participação | Eleitorado/Participação                 | 42 651 | 54,59 / 100,00  |            |

### Góis
| Partido                 | Partido                     | Votos | %               | Vereadores |
| ----------------------- | --------------------------- | ----- | --------------- | ---------- |
|                         | Partido Socialista          | 1 069 | 45,66 / 100,00  | 3 / 5      |
|                         | Partido Social Democrata    | 611   | 26,10 / 100,00  | 1 / 5      |
|                         | Centro Democrático Social   | 411   | 17,56 / 100,00  | 1 / 5      |
|                         | Frente Eleitoral Povo Unido | 73    | 3,12 / 100,00   | 0 / 5      |
| Votos Inválidos         | Votos Inválidos             | 177   | 7,56 / 100,00   |            |
| Total                   | Total                       | 2 341 | 100,00 / 100,00 | 5 / 5      |
| Eleitorado/Participação | Eleitorado/Participação     | 5 113 | 45,79 / 100,00  |            |

### Lousã
| Partido                 | Partido                     | Votos | %               | Vereadores |
| ----------------------- | --------------------------- | ----- | --------------- | ---------- |
|                         | Partido Socialista          | 2 140 | 42,42 / 100,00  | 3 / 5      |
|                         | Partido Social Democrata    | 1 363 | 27,02 / 100,00  | 1 / 5      |
|                         | Centro Democrático Social   | 771   | 15,28 / 100,00  | 1 / 5      |
|                         | Frente Eleitoral Povo Unido | 345   | 6,84 / 100,00   | 0 / 5      |
| Votos Inválidos         | Votos Inválidos             | 426   | 8,44 / 100,00   |            |
| Total                   | Total                       | 5 045 | 100,00 / 100,00 | 5 / 5      |
| Eleitorado/Participação | Eleitorado/Participação     | 9 109 | 55,38 / 100,00  |            |

### Mira
| Partido                 | Partido                     | Votos | %               | Vereadores |
| ----------------------- | --------------------------- | ----- | --------------- | ---------- |
|                         | Partido Social Democrata    | 2 391 | 48,47 / 100,00  | 3 / 5      |
|                         | Partido Socialista          | 1 871 | 37,93 / 100,00  | 2 / 5      |
|                         | Centro Democrático Social   | 268   | 5,43 / 100,00   | 0 / 5      |
|                         | Partido Popular Monárquico  | 137   | 2,78 / 100,00   | 0 / 5      |
|                         | Frente Eleitoral Povo Unido | 66    | 1,34 / 100,00   | 0 / 5      |
| Votos Inválidos         | Votos Inválidos             | 200   | 4,05 / 100,00   |            |
| Total                   | Total                       | 4 933 | 100,00 / 100,00 | 5 / 5      |
| Eleitorado/Participação | Eleitorado/Participação     | 8 936 | 55,20 / 100,00  |            |

### Miranda do Corvo
| Partido                 | Partido                     | Votos | %               | Vereadores |
| ----------------------- | --------------------------- | ----- | --------------- | ---------- |
|                         | Partido Social Democrata    | 1 858 | 45,21 / 100,00  | 3 / 5      |
|                         | Partido Socialista          | 1 670 | 40,63 / 100,00  | 2 / 5      |
|                         | Centro Democrático Social   | 214   | 5,21 / 100,00   | 0 / 5      |
|                         | Frente Eleitoral Povo Unido | 117   | 2,85 / 100,00   | 0 / 5      |
| Votos Inválidos         | Votos Inválidos             | 251   | 6,11 / 100,00   |            |
| Total                   | Total                       | 4 110 | 100,00 / 100,00 | 5 / 5      |
| Eleitorado/Participação | Eleitorado/Participação     | 8 323 | 49,38 / 100,00  |            |

### Montemor-o-Velho
| Partido                 | Partido                     | Votos  | %               | Vereadores |
| ----------------------- | --------------------------- | ------ | --------------- | ---------- |
|                         | Partido Socialista          | 4 168  | 46,15 / 100,00  | 4 / 7      |
|                         | Partido Social Democrata    | 2 136  | 23,65 / 100,00  | 2 / 7      |
|                         | Centro Democrático Social   | 1 093  | 12,10 / 100,00  | 1 / 7      |
|                         | Frente Eleitoral Povo Unido | 942    | 10,43 / 100,00  | 0 / 7      |
| Votos Inválidos         | Votos Inválidos             | 693    | 7,67 / 100,00   |            |
| Total                   | Total                       | 9 032  | 100,00 / 100,00 | 7 / 7      |
| Eleitorado/Participação | Eleitorado/Participação     | 19 241 | 46,94 / 100,00  |            |

### Oliveira do Hospital
| Partido                 | Partido                     | Votos  | %               | Vereadores |
| ----------------------- | --------------------------- | ------ | --------------- | ---------- |
|                         | Partido Social Democrata    | 4 126  | 43,14 / 100,00  | 3 / 7      |
|                         | Partido Socialista          | 3 302  | 34,52 / 100,00  | 3 / 7      |
|                         | Centro Democrático Social   | 1 484  | 15,51 / 100,00  | 1 / 7      |
|                         | Frente Eleitoral Povo Unido | 164    | 1,71 / 100,00   | 0 / 7      |
| Votos Inválidos         | Votos Inválidos             | 489    | 5,12 / 100,00   |            |
| Total                   | Total                       | 9 565  | 100,00 / 100,00 | 7 / 7      |
| Eleitorado/Participação | Eleitorado/Participação     | 16 143 | 59,25 / 100,00  |            |

### Pampilhosa da Serra
| Partido                 | Partido                     | Votos | %               | Vereadores |
| ----------------------- | --------------------------- | ----- | --------------- | ---------- |
|                         | Partido Socialista          | 1 086 | 33,70 / 100,00  | 2 / 5      |
|                         | Partido Social Democrata    | 993   | 30,81 / 100,00  | 2 / 5      |
|                         | Centro Democrático Social   | 730   | 22,65 / 100,00  | 1 / 5      |
|                         | Frente Eleitoral Povo Unido | 167   | 5,18 / 100,00   | 0 / 5      |
| Votos Inválidos         | Votos Inválidos             | 247   | 7,67 / 100,00   |            |
| Total                   | Total                       | 3 223 | 100,00 / 100,00 | 5 / 5      |
| Eleitorado/Participação | Eleitorado/Participação     | 6 144 | 52,46 / 100,00  |            |

### Penacova
| Partido                 | Partido                     | Votos  | %               | Vereadores |
| ----------------------- | --------------------------- | ------ | --------------- | ---------- |
|                         | Partido Socialista          | 2 081  | 32,95 / 100,00  | 3 / 7      |
|                         | Partido Social Democrata    | 2 029  | 32,12 / 100,00  | 3 / 7      |
|                         | Centro Democrático Social   | 1 302  | 20,61 / 100,00  | 1 / 7      |
|                         | Frente Eleitoral Povo Unido | 550    | 8,71 / 100,00   | 0 / 7      |
| Votos Inválidos         | Votos Inválidos             | 354    | 5,60 / 100,00   |            |
| Total                   | Total                       | 6 316  | 100,00 / 100,00 | 7 / 7      |
| Eleitorado/Participação | Eleitorado/Participação     | 12 091 | 52,24 / 100,00  |            |

### Penela
| Partido                 | Partido                     | Votos | %               | Vereadores |
| ----------------------- | --------------------------- | ----- | --------------- | ---------- |
|                         | Partido Social Democrata    | 1 842 | 54,10 / 100,00  | 3 / 5      |
|                         | Partido Socialista          | 1 193 | 35,04 / 100,00  | 2 / 5      |
|                         | Centro Democrático Social   | 111   | 3,26 / 100,00   | 0 / 5      |
|                         | Frente Eleitoral Povo Unido | 67    | 1,97 / 100,00   | 0 / 5      |
| Votos Inválidos         | Votos Inválidos             | 192   | 5,64 / 100,00   |            |
| Total                   | Total                       | 3 405 | 100,00 / 100,00 | 5 / 5      |
| Eleitorado/Participação | Eleitorado/Participação     | 6 139 | 55,47 / 100,00  |            |

### Soure
| Partido                 | Partido                     | Votos  | %               | Vereadores |
| ----------------------- | --------------------------- | ------ | --------------- | ---------- |
|                         | Partido Socialista          | 4 513  | 53,08 / 100,00  | 5 / 7      |
|                         | Partido Social Democrata    | 2 054  | 24,16 / 100,00  | 2 / 7      |
|                         | Frente Eleitoral Povo Unido | 701    | 8,24 / 100,00   | 0 / 7      |
|                         | Centro Democrático Social   | 549    | 6,46 / 100,00   | 0 / 7      |
| Votos Inválidos         | Votos Inválidos             | 686    | 8,07 / 100,00   |            |
| Total                   | Total                       | 8 503  | 100,00 / 100,00 | 7 / 7      |
| Eleitorado/Participação | Eleitorado/Participação     | 16 737 | 50,80 / 100,00  |            |

### Tábua
| Partido                 | Partido                     | Votos | %               | Vereadores |
| ----------------------- | --------------------------- | ----- | --------------- | ---------- |
|                         | Partido Social Democrata    | 2 682 | 54,04 / 100,00  | 3 / 5      |
|                         | Centro Democrático Social   | 1 414 | 28,49 / 100,00  | 2 / 5      |
|                         | Frente Eleitoral Povo Unido | 433   | 8,72 / 100,00   | 0 / 5      |
| Votos Inválidos         | Votos Inválidos             | 434   | 8,75 / 100,00   |            |
| Total                   | Total                       | 4 963 | 100,00 / 100,00 | 5 / 5      |
| Eleitorado/Participação | Eleitorado/Participação     | 9 485 | 52,32 / 100,00  |            |

### Vila Nova de Poiares
| Partido                 | Partido                     | Votos | %               | Vereadores |
| ----------------------- | --------------------------- | ----- | --------------- | ---------- |
|                         | Partido Social Democrata    | 966   | 41,93 / 100,00  | 3 / 5      |
|                         | Partido Socialista          | 779   | 33,81 / 100,00  | 2 / 5      |
|                         | Centro Democrático Social   | 246   | 10,68 / 100,00  | 0 / 5      |
|                         | Frente Eleitoral Povo Unido | 154   | 6,68 / 100,00   | 0 / 5      |
| Votos Inválidos         | Votos Inválidos             | 159   | 6,90 / 100,00   |            |
| Total                   | Total                       | 2 304 | 100,00 / 100,00 | 5 / 5      |
| Eleitorado/Participação | Eleitorado/Participação     | 4 545 | 50,69 / 100,00  |            |